# Juan Carlos Marí
Juan Carlos Marí Grimalt (Denia, 11 de marzo de 1978) es un realizador español de dibujos animados.

## Historia
Doctor en Bellas Artes por la Universidad Miguel Hernández de Elche, es profesor del Área de dibujo de la nueva Facultad de Bellas Artes de Teruel de la Universidad de Zaragoza, impartiendo clases de animación, diseño gráfico y audiovisuales en la carrera de Bellas Artes.
En 2004 gana el Premio Goya en la categoría de “Mejor cortometraje de animación” por el corto Regaré con lágrimas tus pétalos. Este cortometraje rodado en cine y con un presupuesto de 60.000 Euros fue subvencionado por la televisión autonómica valenciana TVV Canal 9, El Ministerio de Cultura ICAA, y la Generalidad Valenciana. 
Además de haber sido seleccionado en 35 festivales de todo el mundo, ha obtenido varios premios internacionales.
A los 14 años realiza su primer cortometraje de dibujos animados, Los animales del bosque, quedando seleccionado en varios festivales. Autor, director, productor, animador y actor de doblaje de 7 cortometrajes y 1 serie corta, obteniendo 12 premios internacionales y 39 selecciones. Miembro de la Academia de las Artes y las Ciencias Cinematográficas de España.

## Cortometrajes profesionales
- Historia de un gato, una rosa y una gota de agua
- Regaré con lágrimas tus pétalos
- El violinista de la Torre Eiffel
- La torre

## Actualidad
Desde 2008 al 2011 ha trabajado como profesor asociado en la Universidad de Alicante. Impartiendo clases en la carrera de Publicidad y Relaciones Públicas. En 2011 gana una plaza de Profesor Ayudante Doctor y se traslada a la Facultad de Bellas Artes de Teruel de la Universidad de Zaragoza, dando clases de diseño, animación y cine.
Recientemente ha firmado un contrato con la productora Level 13 Film Roman.Inc, productora de “Los Simpson”, cediendo los derechos en exclusiva de su serie de fillers “Backwards”. Además también trabaja para el ayuntamiento de Denia en el diseño y maquetación de revistas mensuales.